# Typhlopatsa pauliani
Typhlopatsa pauliani is een garnalensoort uit de familie van de Atyidae. De wetenschappelijke naam van de soort is voor het eerst geldig gepubliceerd in 1956 door Holthuis.